# Asticta stigmata
Asticta stigmata är en fjärilsart som beskrevs av Alfred Ernest Wileman 1911. Asticta stigmata ingår i släktet Asticta och familjen nattflyn. Inga underarter finns listade i Catalogue of Life.